# Azet (rappeur)
Azet, de son vrai nom Granit Musa, est un rappeur, auteur-compositeur albano-allemand, né le 6 mars 1993 à Podujevo. Azet a sorti son premier album studio Fast Life en 2018, atteignant un sommet en Allemagne, en Autriche et en Suisse. Il a continué à obtenir un succès similaire avec l'album collaboratif suivant Super Plus en 2019, qui a également atteint un sommet dans les charts d'albums en Europe germanophone.

## Vie privée (1993–2017)
Granit Musa est né le 6 mars 1993 dans une famille albanaise de la ville de Podujevo en Yougoslavie, actuelle Kosovo. Sa famille a quitté le Kosovo pour des raisons politiques en raison de la persécution des Albanais initiée avec la désintégration de la Yougoslavie. Après avoir déménagé à Dresde, il a grandi dans le quartier de Prohlis et a rencontré son futur ami et collaborateur de longue date Nash.
En 2016, Azet a annoncé son premier jeu prolongé, "Fast Life", et a atteint le numéro cinquante et un en Suisse. En 2017, il a sorti trois singles, dont Gjynah, qui a culminé au huitième rang en Allemagne et en Suisse. Son single suivant, "Qa Bone" en collaboration avec le rappeur autrichien RAF Camora, est devenu son premier single à être certifié or par le Bundesverband Musikindustrie, IFPI Autriche et IFPI Suisse. La même année, il a été présenté sur "Nummer 1" en collaboration avec les rappeurs Zuna et Noizy, qui ont obtenu la certification platine en Allemagne et or en Autriche et en Suisse 

## Depuis 2018-2020
En 2018, Azet a sorti son premier album studio, Fast Life, et a connu un succès commercial en Europe germanophone en débutant au premier rang des charts autrichiens, allemands et suisses. Par la suite, il a collaboré avec son compatriote Zuna sur ses dix meilleurs singles suivants "Skam koh", "Lelele" et "Hallo Hallo". En décembre 2018, il a annoncé son premier album collaboratif, Super Plus, avec le rappeur susmentionné qui sortira en mars 2019. Après sa sortie, il a fait ses débuts au premier rang des charts d'Autriche et d'Allemagne et a culminé au deuxième rang en Suisse.
en 2020, Azet sort deux singles avec Dhurata Dora "Lass los" et "Fajet". En 2020 il sort son album "Fast Life 2" avec son frère Albi.
Durant 2020, Azet sort un single avec capital bra "B.L.F.L".

## 2021-...
Azet sort son nouvel album Neue Welt avec single « Fluch », « Nicht Da », « Aventador » avec LaRose, « Une Jam », « Ti Harro » avec Tayna et « Freigang ».

## Discographie

### Album
- Super Plus (avec Zuna)
  - "Kamehameha"
  - "Lelele"
  - "Zieh"
  - "Hallo Hallo"
  - "Fragen"
  - "Geld Verdammt"
  - "Skam Koh"
  - "Wenn die Sonne untergeht"
  - "Pare"
  - "Nese Don"
  - "Pam Pam"
  - "Ghetto"
  - "Crack Koks Piece Unternehmen"
  - "Ist Es Wahr"

- Fast Life
  - "Fast Life"
  - "Milieu 2"
  - "Gjynah"
  - "Villa in weiss"
  - "9 Milly"
  - "Qa bone"
  - "Kriminell"
  - "Rein raus"
  - "So lang die Strasse lebt"
  - "Ketten Cartier"
  - "Wer will mitfahren"
  - "Mama"
  - "Überlebt"
  - "Wir hatten nix"

- Mango
  - "Mango"
  - "Seele"
  - "So wie ddu"
  - "Lolo"
  - "Wo ich her komm"
  - "Haze im Paper"
- Fast life 2 (avec Albi)
  - "Sin City"
  - "Zwei"
  - "Xhep"
  - "D&G"
  - "Fast Life 2"
  - "Zehnte Etage"
  - "Inshallah"
  - "Leben zu schnell"
  - "Papa"
  - "Baller sie weg"
  - "Oh Lale"
  - "SMS"
  - "Lang nicht gesehen"
  - "Von Anfang an"
- Neue Welt
  - "Egal wohin"
  - "Casa De Papel"
  - "Fluch"
  - "Karma"
  - "Ti Harro" (avec Tayna)
  - "Freigang"
  - "Nicht Da"
  - "Cigare" (avec Albi)
  - "Navigation"
  - "Une Jam"
  - "Aventador" (avec LaRose)
  - "Meine Nana"
  - "Bis Zum Ende" (avec Albi)

### Single
- "Patte fließt"
- "Ketten Cartier"

- "Nike Pullover"
- "Money Money"
- "Lass los" (avec Dhurata Dora)
- "Fajet" (avec Dhurata Dora)

### Autres chansons répertoriées
- "Remontada" (avec Sofiane)